# Phytoecia geniculata
Phytoecia geniculata är en skalbaggsart som beskrevs av Étienne Mulsant 1862. Phytoecia geniculata ingår i släktet Phytoecia och familjen långhorningar. Inga underarter finns listade i Catalogue of Life.